# Паны из Бергау
Немецкие помещики из рода Лобдебургов, родом из Тюрингии. В чешские земли пришли в начале XIV века и входили в число основных родов чешской знати.

## История
Первоначальной резиденцией семьи был замок Бергау недалеко от Йены. Они были одной из родовых ветвей лордов Лобдебургов. Первый представитель рода Отто Старшний из Бергау появился в Чехии в 1310 году с войском Тёмова из Колдича и Майсенским на помощь Генриху Корутанскому. Он и его одноименный брат по имени Отто Младший заложили фундамент родового владения в странах Чешской короны. Отто Старший женился на Агнес из Вартенберка, чтобы оказать военную помощь Йиндржиху Липскому, и в 1319 году зарегистрирован как владелец замка Кышперк. Отто Младший женился на Маргарет, дочери Альбрехта Жеберкского, у которой в приданном были закреплены Билин, а также замки Старый Жеберк и Новый Жеберк.
Уже во втором поколении лорды Бергау приобретают почести. Альберт продал Кышперк и приобрёл Хлумец-над-Цидлиной. Обе Жеберки затем продали в 1383 году Тëмову из Колдича. До 1399 года проживал в Билине, которую позже, тоже продал, и вместе со своим сыном приобрëл Троски, замки Грубый Рогозец и Збирог. В северной Чехии владетелями Бергов были также замок Борек (1377), Новое Седло над Билиной или Горни Иржетин.
Отто Младший из Бергау вместе с Яном Местецким из Добрушки и Опочно устроили засаду и ограбили Опатовицкий монастырь. Позже к противникам добавились гуситы и доказывали перед ними, что защищают руины родового замка. На основании этого события была создана репутация о том, что в замке спрятано немалое сокровище. Его сын Ян, напротив, в битве при Липанах сражался на стороне гуситов. После их поражения он отправился в замок Сион, после чего был взят в плен вместе с Яном Руфи из Дубе, но позже освобожден. Он стал союзником Георгия Подебрадского.
Ян из Бергау умер примерно в 1458 году, с его смертью вымер весь род. Вскоре после этого умерли и его сестры.

## Герб
На поле, вероятно, серебряном, была изображена красная крылатая рыба, уложенная поперек, подобно драгоценному камню.

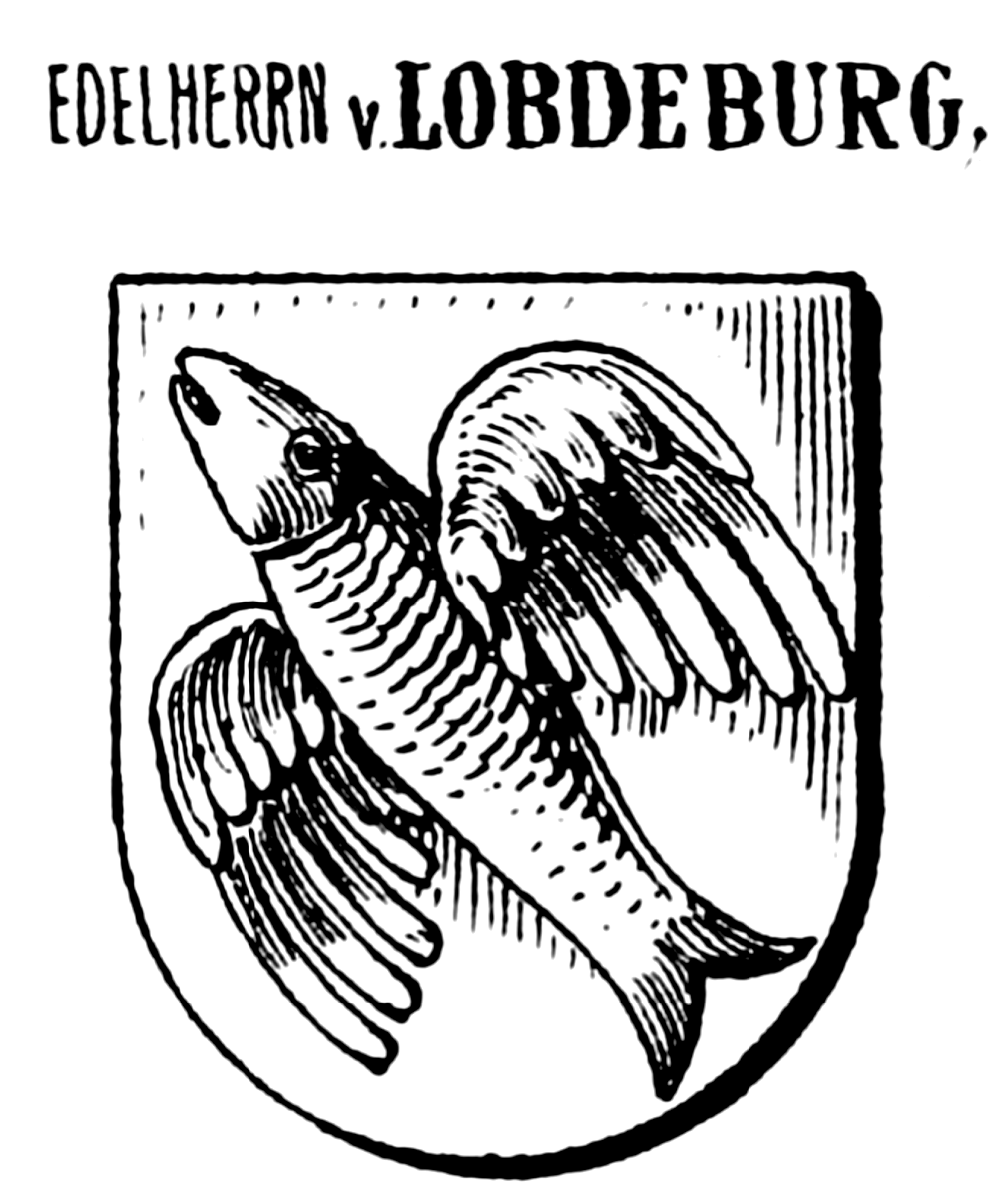
герб панов из Бергау